# Achim von Arnim
Achim von Arnim (celotno ime Carl Joachim Friedrich Ludwig von Arnim, nemški pisatelj, * 26. januar 1781, Berlin, † 21. januar 1831, Wiepersdorf.
Poleg Clemensa Brentana in Josepha von Eichendorfa je bil eden pomembnejših zastopnikov nemške Heidelberške romantike.

## Delo
Romani
- Armut, Reichtum, Schuld und Buße der Gräfin Dolores, Berlin: 1810.
- Die Kronenwächter. Prva knjiga. Berlin: 1817.
- Die Kronenwächter. Druga knjiga. Nastalo med let 1812 - 1817, izid 1854.

Pripovedi, novele in povesti
- Isabella von Ägypten. Berlin: 1812.
- Der tolle Invalide auf dem Fort Ratonneau. Berlin 1818.
- Die Majoratsherren. Leipzig/Wien: 1820.